# Hasan Rohani
Hasan Rohani (perz. حسن روحانی‎ ; Sorkheh, 12. studenoga 1948.), iranski ajatolah, političar, diplomat i akademik, bivši predsjednik Islamske Republike Iran.

## Karijera
Hasan Rohani je član je Skupštine stručnjaka od 1989., Vijeća probitačnosti Islamske Republike Iran od 1991., Vrhovnoga vijeća državne sigurnosti od 1989. i čelnik Centra za strateška istraživanja od 1992.
Rohani je također bio potpredsjednik 4. i 5. saziva Islamskog savjetničkog vijeća (Madžlis Irana), te tajnik Vrhovnog vijeće državne sigurnosti između 1989. i 2005. Uz to je Rohani bio na čelu nekadašnje nuklearne pregovaračke skupine te čelni pregovarač Irana s tri države Europske unije, Ujedinjenim Kraljevstvom, Francuskom i Njemačkom glede iranskog nuklearnog programa.
Od 2013. do 2016. godine bio je glavni tajnik Pokreta nesvrstanih.
Na iranskim predsjedničkim izborima 2013. u predizbornom obećanju obvezao se na donošenje povelje građanskih prava, napredak gospodarstva i poboljšavanje odnosa sa Zapadom. U prvog krugu izbora dobio je 52% glasova, čime je izabran za predsjednika Irana.

## Djela
Na perzijskom jeziku:
- Islamska revolucija: korijeni i izazovi (per. انقلاب اسلامی؛ ریشه‌ها و چالش‌ها), lipnja 1997., ISBN 9649102507
- Temelji političke misli imama Homeinija (per. مبانی تفکر سیاسی امام خمینی), srpnja 1999.
- Memoari dr. Hasana Rohanija; tom 1: Islamska revolucija (per. خاطرات دکتر حسن روحانی؛ جلد اول: انقلاب اسلامی), veljače 2008., ISBN 9786005914801
- Uvod u islamske zemlje (per. آشنایی با کشورهای اسلامی), studenog 2008.
- Islamska politička misao; tom 1: Konceptni okvir (per. اندیشه‌های سیاسی اسلام؛ جلد اول: مبانی نظری), prosinca 2009., ISBN 9789649539409
- Islamska politička misao; tom 2: Vanjska politika (per. اندیشه‌های سیاسی اسلام؛ جلد دوم: سیاست خارجی), prosinca 2009., ISBN 9789649539416
- Islamska politička misao; tom 3: Kultura i socijalna pitanja (per. اندیشه‌های سیاسی اسلام؛ جلد سوم: مسائل فرهنگی و اجتماعی), prosinca 2009., ISBN 9789649539423
- Državna sigurnost i gospodarski sustav Irana (per. امنیت ملی و نظام اقتصادی ایران), kolovoza 2010., ISBN 9786005247947
- Državna sigurnost i nuklearna diplomacija (per. امنیت ملی و دیپلماسی هسته‌ای), siječnja 2011., ISBN 9786002900074
- Uloga seminara u moralnom i političkom razvoju društva (per. نقش حوزه‌های علمیه در تحولات اخلاقی و سیاسی جامعه), studenog 2011.
- Uvod u povijest šijitskih imama' (per. مقدمه‌ای بر تاریخ امامان شیعه), ožujka 2012., ISBN 9786005914948
- Razdoblje djelatne sposobnosti i odgovornosti (per. سن اهلیت و مسئولیت قانونی), listopada 2012., ISBN 9786002900135
- Memoari dr. Hasana Rohanija; tom 2: Sveta obrana (per. خاطرات دکتر حسن روحانی؛ جلد دوم: دفاع مقدس), siječnja 2013.
- Pripovijedanje predviđanja i nade (per. روایت تدبیر و امید), ožujka 2013.
- Državna sigurnost i vanjska politika (per. امنیت ملی و سیاست خارجی), svibnja 2013.
- Državna sigurnost i okolina (per. امنیت ملی و محیط زیست), svibnja 2013.

Na engleskom jeziku:
- Islamska zakonodavna moć (eng. The Islamic Legislative Power), svibnja 1994.
- Fleksibilnost šerijata; islamskog prava (eng. The Flexibility of Shariah; Islamic Law), travnja 1996.

Na arapskom jeziku:
- Komentari o Fiku (islamska jurisprudencija); lekcije Muhakika Damada (ara. تقريرات درس فقه مرحوم محقق داماد) (Poglavlje o molitvama [ara. صلاة]), studenog 2012.
- Komentari o Usulu (principi Fika); Lekcije ajatolaha Haerija (ara. تقريرات درس أصول مرحوم حائري) (Poglavlje o znanstvenim principima [ara. أصول علمية]), ožujka 2013.